# Kasper von Fresin
Kasper von Fresin († 1743) war ein preußischer Oberst und Chef des Königsberger Land-Regiments.

## Leben
Fresin war Angehöriger eines im Kreis Preußisch Eylau begüterten Adelsgeschlechts. Er übernahm 1731, bereits im Rang eines Obersts das Königsberger Land-Regiment (Nr. 2) und ist 1743 verstorben.